# Regione del Nord (Camerun)
La regione del Nord (ufficialmente North Region in inglese e Région du Nord in francese) è una delle 10 Regioni del Camerun, situata nella parte settentrionale del paese il capoluogo è la città di Garoua.

## Geografia fisica
Confina a nord con la Regione dell'Estremo Nord, a est con il Ciad e la Repubblica Centrafricana, a sud con la Regione di Adamaoua e a ovest con la Nigeria.

## Storia
Il 12 novembre 2008 la provincia è stata sostituita dalla regione.

## Geografia antropica

### Suddivisioni amministrative
La regione è divisa in 4 dipartimenti.	
| Dipartimento | Capoluogo |  |
| Bénoué       | Garoua    |  |
| Faro         | Poli      |  |
| Mayo-Louti   | Guider    |  |
| Mayo-Rey     | Tcholliré |  |